# جيري هارفي
جيري هارفي (بالإنجليزية: Jerry Harvey)‏ هو مهندس ومهندس الصوت أمريكي، ولد في 1961 في سانت لويس في الولايات المتحدة.

## وصلات خارجية
- الموقع الرسمي